# یواس‌اس کورونت (اس‌پی-۱۹۴)
یواس‌اس کورونت (اس‌پی-۱۹۴) (به انگلیسی: USS Coronet (SP-194)) یک کشتی بود که طول آن ۹۰ فوت (۲۷ متر) بود. این کشتی در سال ۱۹۰۵ ساخته شد.